# Autódromo Panamá
El Autódromo Panamá es un autódromo ubicado en el corregimiento de Sajalices, Distrito de Capira, Provincia de Panamá Oeste, Panamá, a unos 35 km al oeste del Casco Antiguo de la Ciudad de Panamá.
Abrió sus puertas en 2024 con la celebración de la primera válida del Campeonato Internacional de Aceleración. La ceremonia de inauguración oficial se llevó a cabo el 21 de abril de 2024 con el Gran Premio Panamá, en el marco del GT Challenge de las Américas. El circuito principal tiene una longitud de 2.6 kilómetros, y su diseño fue supervisado por la Federación Internacional del Automóvil (FIA).

## Información general
La FIA aprobó los planos presentados por los promotores del proyecto, lo que permitió avanzar con la construcción del autódromo. El recinto cuenta con zonas dedicadas para pilotos, mecánicos, vehículos de apoyo, área de pits y hangares.
Desde su apertura, el Autódromo Panamá ha albergado campeonatos nacionales y regionales vinculados al deporte a motor.

## Reconocimientos internacionales
En mayo de 2025, el Autódromo Panamá fue sede del debut oficial del campeonato TCR Panamá, avalado por la TCR Series International como parte del sistema de clasificación mundial TCR World Ranking. Este hito posiciona a Panamá como uno de los pocos países de América Latina en contar con una categoría nacional bajo estándares internacionales TCR, y consolida al circuito como una plataforma relevante para el automovilismo profesional en la región.

## Detalles del autódromo
- 15 curvas
- Ancho del circuito: entre 10 y 12 metros
- 3 tribunas
- 4 zonas lounge
- 2 accesos directos
- Áreas para el público: zona panorámica y zona de pits
- Estacionamientos para más de 4,000 vehículos
- Capacidad para más de 15,000 espectadores
- Áreas de patrocinadores, comidas y bebidas
- Servicios sanitarios